# Alfred Jeremias
Alfred Karl Gabriel Jeremias (Markersdorf, Chemnitz, 21 de febrer del 1864 - Leipzig, 11 de gener del 1935) va ser un assiriòleg alemany i un expert en les religions de l'Antic Pròxim Orient.
El 1891 es va publicar la primera traducció alemanya de l'Epopeia de Gilgamesh. Des de 1890 fins a la seva mort, va ser pastor de la congregació luterana a Leipzig, i des de 1922 va ser també professor de la Universitat de Leipzig. Va rebre títols honorífics el 1905 a Leipzig i el 1914 de la Universitat de Groningen.
Va ser un dels defensors prominents de Panbabilonisme, explicant els orígens de la Bíblia hebrea en termes de mitologia babilònica.